# ديفيد ووكر (كاهن كاثوليكي)
ديفيد ووكر (بالإنجليزية: David Walker)‏ هو كاهن كاثوليكي أسترالي، ولد في 13 نوفمبر 1938 في سيدني في أستراليا.